# Tato Gomez
Tato Gomez (* 20. Mai 1953 in Santiago de Chile) ist ein chilenisch-deutscher Musikproduzent, Rock- und Popmusiker chilenischer Herkunft.

## Leben
Gomez besuchte die deutsche Schule in Santiago de Chile und studierte dann Komposition und Arrangement an der Universität von Santiago. Mit neun Jahren erlernte er das Akkordeonspiel, später nahm er Gitarren-, Bass-, Gesangs- und Klavierunterricht. Er leitete im Alter von fünfzehn Jahren eine eigene Band, mit der er bei RCA Records in Chile unter Vertrag stand.
1972 übersiedelte er zunächst nach Spanien, 1974 dann nach Deutschland. In Köln gründete er gemeinsam mit Mario Argandoña die Band Santiago, mit der er 1979 den Deutschen Schallplattenpreis gewann. Als Produzent von Miguel Ríos (u. a. Song of Joy) belegte er erste Plätze in den Hitparaden und gewann in Spanien und Südamerika Goldene Schallplatten.
Mit Rainhard Fendrichs Macho, Macho erhielt er 1988 in Deutschland eine Goldene Schallplatte und in Österreich Platin. Mehrfache goldene und Platinschallplatten gewann er mit weiteren Titeln von Fendrich (I Am from Austria), mit dem er insgesamt sieben Alben produzierte.
Auch als Produzent von Purple Schulz (Sehnsucht, Verliebte Jungs) gewann er 1994 eine Goldene Schallplatte. Ende der 1990er Jahre war er, wieder als Produzent, am Comeback von Peter Kraus beteiligt (Welt Rock’n Roll, Ich mach weiter). Weiterhin produzierte er die Playbacks der RTL-Show Deutschland sucht den Superstar. Für die RTL-Serie Alle lieben Jimmy (2006–07) komponierte er die Titelmusik.
Internationalen Erfolg hat Gomez auch mit der von ihm erfundenen „Babymusik“ (Reihe Happy Baby) und mit der Sammlung von Entspannungsmusik unter dem Titel Art of Living. Als Singer-Songwriter leitet Gomez die Gruppe Tato Gomez & Friends.
Sein Sohn Nico Gomez (* 1990) ist seit seiner Kindheit ebenfalls im Musikgeschäft tätig.